# Yahoo奇摩
Yahoo奇摩（商標外觀為「Yahoo!奇摩」），又名雅虎奇摩，是台灣入口網站之一。該網站於2001年10月雅虎台灣與奇摩站合併後成立，網址續用雅虎台灣的「tw.yahoo.com」。

## 歷史沿革
2001年2月，雅虎台灣與奇摩站合併營運，以人員、品牌與產品服務為三大整合要項；6月，雅虎台灣與奇摩站會員帳號合併；10月，Yahoo奇摩正式設立；拍賣服務啟用。推出二支電視廣告影片《每天都Yahoo奇摩》及Yahoo奇摩實體公車，在台灣北、中、南三區舉行活動。
2002年5月，與網勁科技合作推出「Yahoo奇摩網路開店」服務，由網勁科技提供開店平台技術、招商與商家輔導，由Yahoo奇摩負責「Yahoo奇摩購物」頻道經營與流量導入，成為入口網站電商平台之首選，並在 SARS疫情期間掀起第一次網路開店熱潮
2002年7月，筆記服務終止。
2003年8月，電子郵件服務調整，由20MB調整為6MB。
2004年3月，原有「Yahoo奇摩購物」更名為「Yahoo奇摩購物1」，與興奇科技合作推出「Yahoo奇摩購物2」；10月，電子郵件服務調整，由6MB調整為100MB；11月，聊天室服務終止、知識+服務啟用。
2005年10月，原有「Yahoo奇摩購物1」改版為「Yahoo奇摩購物通」，引入併購歐洲最大比較購物平台 Kelkoo 之技術，成為台灣第一個比較購物平台。「Yahoo奇摩購物2」更名為「Yahoo奇摩購物中心」，由興奇科技獨家經營。
2005年11月，部落格服務啟用。
2006年8月，網路拍賣服務開始收取交易手續費；12月，併購無名小站。
2007年3月，與KKBOX共同合作營運音樂通服務；5月，個人網頁、造型精靈服務終止、電子郵件服務調整，由100MB調整為無限；同月，Yahoo!奇摩拍賣推出輕鬆付金流平台；6月，大摩域BBS服務終止；10月，個人電子報服務停止。
2007年4月26日，拍賣輕鬆付上線。
2008年3月，影音分享服務終止（由無名影音取代）；8月，卡漫及笑話服務終止，正式併購興奇科技。
2009年3月，公事包服務終止。2009年4月終止購物通服務，成立「Yahoo奇摩超級商城」。9月，雅虎美國總部決定將全球新聞平台的產品開發轉移至台灣，統整目前Yahoo!新聞在全球各地共9個平台、26個版本。
2010年7月，與愛情公寓合作，而提供會員檔案移至愛情公寓，並於2010年11月終止交友服務。
2011年4月26日，Yahoo奇摩家族服務終止。
2013年1月1日，迷你筆服務中止。1月5日，停止提供輸入法服務。同時將輸入法程式原始碼開放至開源碼社群，開發者可以運用與更新技術。8月30日，宣佈於2013年12月26日全面終止旗下部落格與無名小站服務。12月26日，無名小站與Yahoo奇摩部落格正式停止服務。
2014年9月，Yahoo!奇摩拍賣改版並全面採用輕鬆付，同時開始刊登費全部免費。
2015年3月10日，Yahoo奇摩宣布在這天進行改版首頁6月15日，Yahoo! Maps正式停止服務。8月30日，宣布Pipes服務中止。
2016年10月6日，Yahoo!奇摩拍賣與中國信託合作推出第三方支付平台-易付。
2016年8月9日，推出服務，主打跨螢直播和社群互動，並且自製直播節目。
2017年4月10日，宣布股市大玩咖服務中止。
2017年12月21日，提供拍賣輕鬆付餘額自動扣抵拍賣費用功能。
2018年4月25日，Verizon Media公司成立，吸收 AOL 和 Yahoo 為旗下品牌 ，隸屬於 Verizon，Yahoo!奇摩的營運法人為香港商雅虎資訊股份有限公司台灣分公司，該公司為Verizon Media台灣代表。
2020年2月18日，拍賣提供萊爾富取貨付款服務。
2020年7月29日，雅虎奇摩拍賣提供價金保管機制。
2021年4月下旬，「奇摩知識+」進入唯讀模式。同年5月4日，「奇摩知識+」終止服務。
2022年3月1日，雅虎奇摩拍賣將交易手續費率調整至1.99%，同時回饋買家訂單0.5%超贈點。
2024年2月2日，統一集團(開曼統一控股公司)認購Yahoo台灣發行之2,500萬美元可轉換公司債。
2024年4月1日，數位媒體事業由香港商雅虎資訊股份有限公司台灣分公司轉移至雅虎數位行銷股份有限公司。

## 提供服務
| - 新聞 - 運動 - 股市 - 理財 - 氣象 - 房地產 - 汽機車 - 公益 - 健康 - 字典 - 搜尋 - 字典 - 3C科技 | - 信箱 - 社群遊戲 | - 拍賣 - ATM - 輕鬆付 - 網路行銷 - 服務+ - 大團購 - 關鍵字廣告 - 購物中心 - 開店 - 折扣+ - 找店+ | - 名人娛樂 - 電影 - 時尚美妝 - 音樂 - 遊戲 - 旅遊 - 星座算命 - Yahoo TV |  |

## 已結束服務
- 個人網頁
- 家族
- 部落格
- 無名小站
- Flickr相簿
- 即時通訊
- 知識+
- 超級商城

## 外部連結
- Yahoo奇摩 （页面存档备份，存于） （繁體中文）
- 台灣公司資料
- Yahoo奇摩 手機App產品介紹 （页面存档备份，存于）
- Yahoo奇摩的Facebook專頁
- Yahoo奇摩電影的Facebook專頁
- Yahoo TV （页面存档备份，存于）
- Yahoo TV 一起看的Facebook專頁
- YouTube上的Yahoo TV 一起看頻道
- Yahoo TV 一起看的Instagram帳戶
- Yahoo奇摩小當家的Instagram帳戶